# Teatr XL

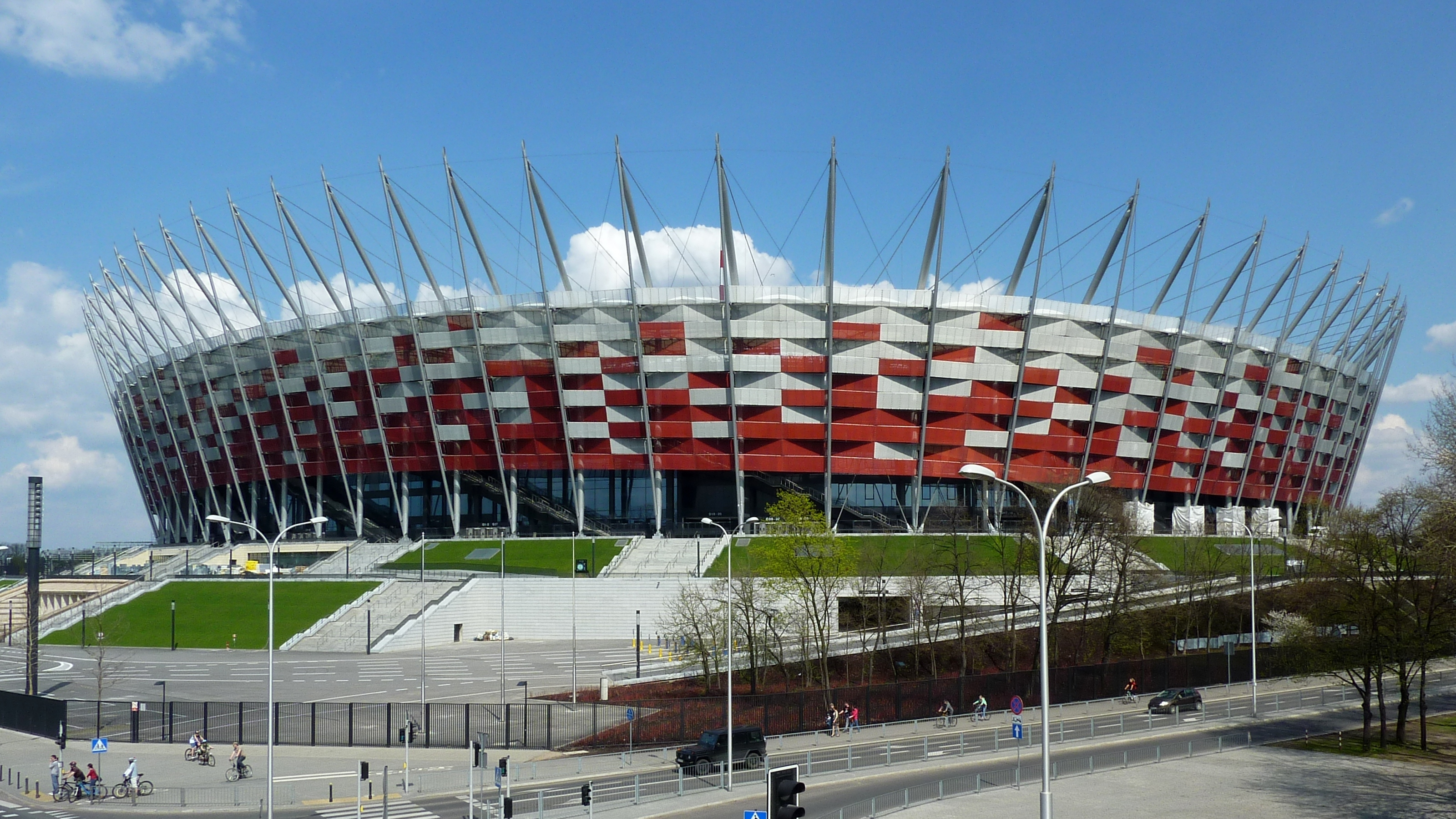
Stadion Narodowy w Warszawie, do 2016 siedziba teatru

Teatr XL – teatr dramatyczny, repertuarowy w Warszawie. Powstał w 2012 przy Stowarzyszeniu Międzynarodowych Inicjatyw Artystycznych EduTeArt.

## Historia
Do października 2014 miał swoją siedzibę w Państwowym Muzeum Etnograficznym w Warszawie. Od grudnia 2014 do grudnia 2016 mieścił się na Stadionie Narodowym. Jako pierwszy na świecie teatr na arenie sportowej. Od stycznia 2017 Teatr XL, tymczasowo występuje na Nowym Świecie 21. Teatr XL od samego początku współpracował z ośrodkami kultury, m.in. z Crearc we Francji, Teatrem Litensky w Omsku, Performing Arts at PUC w Rio de Janeiro, Instituto Teatrale Europeo w Rzymie.
Teatr XL gra głównie repertuar współczesny. Spektakle wieczorne kierowane są dla dorosłych. Poranki rezerwowane są dla dzieci i młodzieży. Teatr XL jako jedyny zawodowy teatr w Polsce zajmuje się Teatrem Forum. Teatr XL przyjął zasadę, że sztuka ma dostarczać rozrywki, ale musi mówić też o rzeczach ważnych dla mieszkańców stolicy, dla Polaków. Śmiech, ma prowokować do rozmów.

### Dyrekcja
- Diana Karamon
- Dorota Chwedorowicz do czerwca 2016[5]

### Spektakle
- „Porodówka” – Aleksiej Słapowski, reż. Grzegorz Mrówczyński, premiera wrzesień 2016[8]
- „Korpo story”[9] – P. Kazusek, reż. Andre de la Cruz, premiera styczeń 2016
- „Jadwiga” – V. Vascari, reż. Andre de la Cruz, premiera czerwiec 2015
- „Panny Dworskie” – scen. i reż. Andre de la Cruz, premiera maj 2014
- „Ja. Szczelnie otwarty” – scen.reż. Sylwia Kalisz, sezon 2014–2015
- „Psychoterapia” – V. Vascari, reż. Andre de la Cruz, premiera 2013
- „Rozpiąć pasy” – G. Jarek, reż. Andre de La Cruz sezon 2012–2014
- „Lekarz mino woli” – Molier, reż. S. Timofieev, premiera luty 2013
- „Zalajkuj mi życie” – teatr forum, reż. Diana Karmon sezon 2012
- „Ślub” – Witold Gombrowicz, reż. Anna Dziedzic sezon 2012–2013

### Aktorzy
- Miriam Aleksandrowicz
- Jan Aleksandrowicz-Krasko
- Dorota Chwedorowicz
- Krzysztof Franieczek
- Izabela Górska
- Grzegorz Jarek
- Diana Karamon
- Cezary Kaźmierski
- Robert Kibalski
- Magdalena Łoś
- Robert Martyniak
- Piotr Mrówczyński
- Patryk Pawlak
- Sandra Stencel
- Jan Wojtyński
- Zbigniew Pożoga